# Таиф Сами Мохаммед
Таиф Сами Мохаммед (араб. طيف سامي محمد‎, род. 1963) — иракский политик и министр финансов. Ранее она занимала должность заместителя министра финансов, а также генерального директора бюджетного департамента министерства. Она была в авангарде борьбы с коррупцией в бюджетной сфере своей страны. В 2022 году ей была присуждена Международная женская премия за отвагу.
У Таиф степень бакалавра экономики Багдадского университета (1985) и диплом Арабского института планирования в Кувейте со специализацией в планировании и развитии (1989-90).